# Heriaeus transvaalicus
Heriaeus transvaalicus är en spindelart som beskrevs av Simon 1895. Heriaeus transvaalicus ingår i släktet Heriaeus och familjen krabbspindlar. Inga underarter finns listade i Catalogue of Life.